# Илия Дундов
Илия Хр. Дундов е български предприемач и общественик, деец на Съюза на македонските емигрантски организации.

## Биография
Илия Дундов е роден в град Прилеп, тогава в Османската империя. Преселва се в България и развива редица собствени бизнеси. Установява се във Видин и членува във Видинското македонско благотворително братство. Като делегат от това братство участва в обединителния конгрес на Македонската федеративна организация и Съюза на македонските емигрантски организации от януари 1923 година. По-късно се прехвърля в София и за известно време е председател на Прилепското благотворително братство.